# Troisième Force (Libye)
La Troisième Force est une milice de Misrata durant la deuxième guerre civile libyenne, proche du gouvernement de Tripoli, qui a joué notamment un rôle important dans le Fezzan entre 2014 et 2017.
La Troisième Force a été déployée à la demande du Gouvernement de salut national à Tripoli au début de l'année 2014 pour sécuriser Sebha, ce qu'elle fait avec succès. L'objectif semble être de préserver l'approvisionnement en pétrole, notamment en sécurisant la route entre le champ pétrolier de Sharara et les terminaux d'export sur la côte, passant par Oubari et Sebha, et d'empêcher l'Armée nationale libyenne (ANL) d'en prendre le contrôle.
Au début de mars 2015, la Troisième Force subit l'assaut des tribus unifiées sous l'autorité du colonel Mohamed bin Nile, constituée essentiellement de combattants de la tribu Magarha, devenues la 241e brigade d'infanterie de l'ANL. Cette offensive est définitivement repoussée le 14 avril 2015 avec la reprise de la base aérienne Brak al-Shati.
Toutefois, la Troisième Force tire sur des manifestants à Sebha le 7 août 2015, et des combats éclatent entre cette dernière d'une part, soutenue par le bataillon Ahrar Fezzan, Bahir al-Din et les Arabes Oulad Souleymane, et les tribus Qadhadhfa et Magarha pro-Kadhafi d'autre part. La Troisième Force parvient finalement à reprendre le contrôle de la ville le 13 août.
Cette milice est soupçonnée de crimes de guerre lors de la bataille de Birak. Birak al-Shati étant une base aérienne, située à 70 km au nord de Sebha où, le 18 mai 2017, la Troisième Force lança une attaque surprise sur l'ANL et tua 141 combattants et civils ; certains d'entre eux furent sommairement exécutés.
Le 25 mai, les attaques de l'ANL et de milices locales forcent la Troisième Force à se retirer de la base.
La Troisième Force est rebaptisée 13e bataillon, affiliée au gouvernement d'union nationale de Fayez el-Sarraj.